# Callispa confertae
Callispa confertae es un coleóptero de la familia Chrysomelidae.
Fue descrita científicamente por primera vez en 2007 por Schöller.